# Podsreda
Podsreda és un poble d'Eslovènia. Està situat prop de la frontera amb Croàcia. És conegut pel seu mercat, que funciona cada diumenge, i pel Castell de Podsreda, situat a sobre del mateix poble.
L'església parroquial de l'assentament està dedicada a Joan el Baptista i pertany a la diòcesi catòlica romana de Celje. Va ser construït entre 1802 i 1810.
El castell de Podsreda és un castell al sud de l'assentament principal. Data cap a l'any 1150 i és probablement l'exemple més ben conservat d'arquitectura romànica secular a Eslovènia. Compta amb una torre defensiva típica del segle XII (torn), una capella romànica i dues ales d'aproximadament la mateixa època. La planta rectangular ordenada també és típica del període romànic tardà.

## Gent
Marija Javeršek (1864–1918), mare del líder comunista iugoslau Josip Broz Tito, era de Podsreda. Tito va passar part de la seva infantesa a Podsreda amb els seus avis materns.